# AeroSur
AeroSur was een Boliviaanse luchtvaartmaatschappij met haar thuisbasis in Santa Cruz.

## Geschiedenis
AeroSur is opgericht in 1992. 
In 2012 stopte AeroSur met het aanbieden van vluchten.

## Vloot
De vloot van AeroSur bestond op 28 juli 2011 uit volgende toestellen:
- 6 Boeing 727-200
- 2 Boeing 737-200
- 1 Boeing 737-300
- 1 Boeing 747-400
- 1 Boeing 767-200